# Jarki (Polska)
Jarki – wieś w Polsce, położona w województwie kujawsko-pomorskim, w powiecie inowrocławskim, w gminie Rojewo.
W latach 1975–1998 miejscowość administracyjnie należała do województwa bydgoskiego.